# ISO 3166-3
L'ISO 3166-3 est l'une des trois parties de la norme ISO 3166.
Publiée pour la première et dernière fois en 1998 par l'ISO, elle est aujourd'hui  retirée.
Selon son introduction, elle « énonce les principes et procédés de mise à jour d'un code pour la représentation des noms de pays, supprimés des éditions 1 à 7 de l'ISO 3166 ainsi que des éditions successives de l'ISO 3166-1. ».
En particulier, « les articles 8 et 9 contiennent la liste des noms de pays antérieurement utilisés supprimés de l'ISO 3166 (actuellement l'ISO 3166-1) depuis 1974, ainsi que les codets de chacun de ces noms », devenus obsolètes.

## Code pays obsolète
Un code pays peut devenir obsolète à la suite de :
- la fusion de deux pays (par exemple : l'Allemagne de l'Ouest et l'Allemagne de l'Est)
- l'éclatement d'un pays (par exemple : la Tchécoslovaquie ou la Yougoslavie)
- le changement du nom du pays (par exemple : la Birmanie devenue Myanmar ou le Timor oriental devenu Timor Leste)

Les codes pays à deux lettres devenus obsolètes après 1974 sont retirés de la norme ISO 3166-1 et incorporés à la norme ISO 3166-3. Ils deviennent des codes à quatre lettres, composés de l’ancien code à deux lettres du pays ou territoire, suivi du nouveau code (en cas de changement de nom ou de statut d’un pays, ou d’unification de plusieurs pays), ou d’un code spécial non attribué dans ISO 3166-1 à un pays existant, par exemple HH ou XX (en cas de scission d’un pays en plusieurs).
Lorsqu'un code ISO 3166-1 est déclaré obsolète depuis au moins cinquante ans, il peut être attribué à un autre pays.
Les codes ISO 3166-3 sont destinés à désigner les anciennes dénominations de pays avant leur changement de code, ou leur fusion ou scission. Ces codes sont destinés à être stables et permettent de convertir les anciennes désignations quand elles sont encore nécessaires après le changement (références légales, contractuelles, traités internationaux) et leurs implications sont encore d'actualité (les lois, traités ou contrats restant valides tant qu'ils ne sont pas convertis ou renégociés).

## Anciens bulletins de mises à jour (Info-services)
Les changements de ISO 3166-3 sont annoncés par des bulletins apériodiques appelés « Info-Services ». Ils sont d’intérêt général et consultables gratuitement.
- 6 bulletins, dont un corrigé, ont déjà été publiés :
  - ISO 3166-3 Info-Service I-1 (publié le 15-11-2002) : voir TPTL ci-dessous
  - ISO 3166-3 Info-Service I-2 (publié le 22-11-2002) : voir FXFR ci-dessous
  - ISO 3166-3 Info-Service I-3 (publié le 23-07-2003) : voir YUCS ci-dessous
  - ISO 3166-3 Info-Service I-4 (publié le 26-09-2006) : voir CSHH ci-dessous
  - ISO 3166-3 Info-Service I-5 (publié le 01-12-2006) : voir CSXX ci-dessous
  - ISO 3166-3 Info-Service I-6 (publié le 14-03-2011, corrigé le 06-02-2013) : voir ANHH ci-dessous

## Liste des codes ISO 3166-3
| - AIDJ - 1977 Territoire français des Afars et des Issas. Remplacé par - DJ (Djibouti). AI a depuis été attribué à Anguilla. - ANHH - 2010 Les Antilles néerlandaises. Remplacées par : - BQ (Bonaire, Saint-Eustache et Saba), - CW (Curaçao) et - SX (Saint-Martin). - BQAQ - 1979 Territoire britannique de l'Antarctique. Maintenant compris dans - AQ (Antarctique). BQ a depuis été attribué aux Pays-Bas caribéens. - BUMM - 1989 Birmanie. Remplacé par - MM (Birmanie). - CSHH - 1993 Tchécoslovaquie. Remplacé par - CZ (République tchèque) et - SK (Slovaquie). CS a depuis été attribué à la Serbie-et-Monténégro jusqu'à 2006. - CSXX - 2006 Serbie-et-Monténégro. Remplacé par - ME (Monténégro) et - RS (Serbie). - CTKI - 1984 Canton et Enderbury. Maintenant compris dans - KI (Kiribati). - DDDE - 1990 République démocratique allemande. Maintenant compris dans - DE (Allemagne). - DYBJ - 1977 Dahomey. Remplacé par - BJ (Bénin). - FQHH - 1979 Terres australes et antarctiques françaises. Maintenant compris dans - AQ (Antarctique) et - TF (Terres australes françaises). - FXFR - 1997 France métropolitaine. Maintenant compris dans - FR (France). - GEHH - 1979 Îles Gilbert et Ellice. Maintenant compris dans - KI (Kiribati) et - TV (Tuvalu). GE a depuis été attribué à la Géorgie. - HVBF - 1984 Haute-Volta. Remplacé par - BF (Burkina Faso). - JTUM - 1986 Atoll Johnston. Maintenant compris dans - UM (Îles mineures éloignées des États-Unis). - MIUM - 1986 Îles Midway. Maintenant compris dans - UM (Îles mineures éloignées des États-Unis). - NHVU - 1980 Nouvelles-Hébrides. Remplacé par - VU (Vanuatu). - NQAQ - 1983 Terre de la Reine-Maud. Maintenant compris dans - AQ (Antarctique). - NTHH - 1993 Zone neutre Irak-Arabie saoudite. Maintenant scindé et compris dans - IQ (Irak) et - SA (Arabie saoudite). - PCHH - 1986 Territoire sous tutelle des îles du Pacifique. Remplacé par - FM (États fédérés de Micronésie), - MH (Îles Marshall), - MP (Îles Mariannes du Nord) et - PW (Palaos). | - PUUM - 1986 Îles mineures américaines du Pacifique. Maintenant compris dans - UM (Îles mineures éloignées des États-Unis). - PZPA - 1980 Zone du canal de Panama. Maintenant compris dans - PA (Panama). - RHZW - 1980 Rhodésie du Sud. Remplacé par - ZW (Zimbabwe). - SKIN - 1975 Sikkim. Maintenant compris dans - IN (Inde). SK a depuis été attribué à la Slovaquie. - SUHH - 1992 URSS. Remplacé par - AM (Arménie), - AZ (Azerbaïdjan), - BY (Bélarus), - EE (Estonie), - GE (Géorgie), - KG (Kirghizistan), - KZ (Kazakhstan), - LT (Lituanie), - LV (Lettonie), - MD (République de Moldova), - RU (Russie), - TJ (Tadjikistan), - TM (Turkménistan), - UA (Ukraine) et - UZ (Ouzbékistan) (parmi lesquels BY et UA existaient déjà). SU est encore utilisé comme Internet TLD. - TPTL - 2002 Timor oriental. Remplacé par - TL (Timor oriental alias Timor Leste). TP est encore utilisé comme Internet TLD. - VDVN - 1977 République démocratique du Vietnam. Maintenant compris dans - VN (Vietnam). - WKUM - 1986 Wake. Maintenant compris dans - UM (Îles mineures éloignées des États-Unis). - YDYE - 1990 Yémen du Sud. Maintenant compris dans - YE (Yémen). - YUCS - 2003 Yougoslavie. Remplacé par - CS (Serbie-et-Monténégro). YU est encore utilisé comme Internet TLD. - ZRCD - 1997 Zaïre. Remplacé par - CD (République démocratique du Congo). |